# Bənəniyar
Bənəniyar (auch Bänäniyar) ist ein Dorf in dem Rayon Culfa, in der zu Aserbaidschan gehörenden Autonomen Republik Nachitschewan. Es liegt am Berg İlandağ und am Ufer des Flusses Gilancay.
Bənəniyar ist mit etwa 6000 Einwohnern eine der größten Ortschaften des Rayons.
Wirtschaftlich ist Bənəniyar durch Landwirtschaft gekennzeichnet. Insbesondere sind Wein-, Tabak- und Baumwollanbau in der Region verbreitet.